# Сараево (Костромская область)
Сараево — село в Нерехтском районе Костромской области. Входит в состав Волжского сельского поселения.

## География
Находится в юго-западной части Костромской области на расстоянии приблизительно 16 км на восток по прямой от районного центра города Нерехта.

## История
Известно с 1610 года как село Мансурово, названное по И. Я. Мансурову, предводителю Галичского ополчения 1610 года. Позднее селом владели потомки указанного помещика, перед отменой крепостного права М. С. Борщов. В 1795 году была построена Воскресенская церковь (ныне в руинированном состоянии). В XIX веке село Сараево было известно как бывшее владение графа Александра Васильевича Суворова-Рымникского, князя Италийского. В церкви этого села находился медный складень — дар Суворова. В 1872 году здесь был учтен 41 двор, в 1907 году отмечено было 66 дворов. В советское время работал совхоз «Красная Заря».

## Население
Постоянное население составляло 272 человека (1872 год), 334 (1897), 372 (1907), 121 в 2002 году (русские 88 %), 94 в 2022.